# 이하청
이하청(1981년 11월 24일 ~ )은 대한민국의 패션 디자이너이다.

## 학력
- 런던 예술대학교

## 경력
- HACHUNG LEE 디자이너